# Monteroni d'Arbia
Monteroni d'Arbia là một đô thị ở tỉnh Siena trong vùng Toscana, có cự ly khoảng 60 km về phía nam của Florence và khoảng 13 km về phía đông nam của Siena trong khu vực Crete Senesi. Tại thời điểm ngày 31 tháng 12 năm 2004, đô thị này có dân số 7.521 người và diện tích là 105,8 km².
Đô thị Monteroni d'Arbia có các frazioni (các đơn vị trực thuộc, chủ yếu là các làng) Ponte d'Arbia, More di Cuna, và Ponte a Tressa.
Monteroni d'Arbia giáp các đô thị: Asciano, Buonconvento, Murlo, Siena, Sovicille.